# Nordvästra England
Nordvästra England (engelska North West England) är en av Englands nio regioner. Den har cirka 7,5 miljoner invånare (2022). Manchester och Liverpool delar posten som administrativt centrum.

## Grevskapochstorstadsområden
- Greater Manchester
- Lancashire
- Merseyside

## Enhetskommuner
- Blackburn with Darwen
- Blackpool
- Cheshire East
- Cheshire West and Chester
- Cumberland
- Halton
- Warrington
- Westmorland and Furness